# Yabuchi-jima
Yabuchi-jima (japanisch 薮地島) ist eine unbewohnte Insel in der japanischen Präfektur Okinawa, südöstlich von Okinawa Hontō.

## Geographie
Die Insel gehört zur Stadt Uruma und hat eine Fläche von 0,62 km² bei einer maximalen Höhe von 42,8 m. Auf der Westseite besteht eine Verbindung über die Yabuchi-Brücke mit der 180 m entfernten Hauptinsel Okinawa Hontō. Auf der Ostseite der Insel befindet sich die Janeh-Höhle (ジャネー洞), eine Karsthöhle, in der auf 6500 v. Chr. datierte Keramik und Muschelpfeilspitzen der Jōmon-Zeit entdeckt wurden. Für die Bewohner von Okinawa stellt die Höhle eine religiöse Stätte dar.

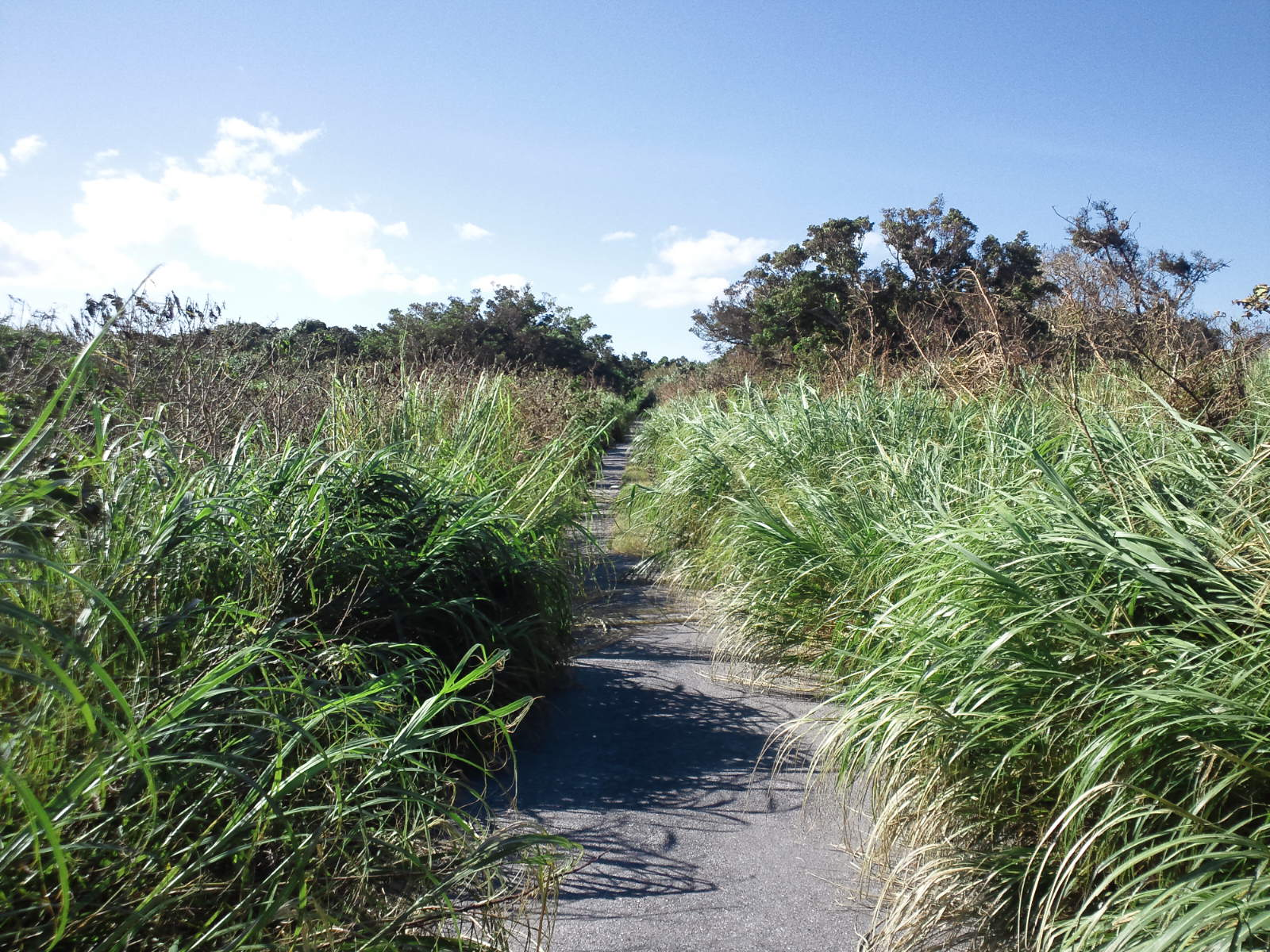
Fußweg über die Insel
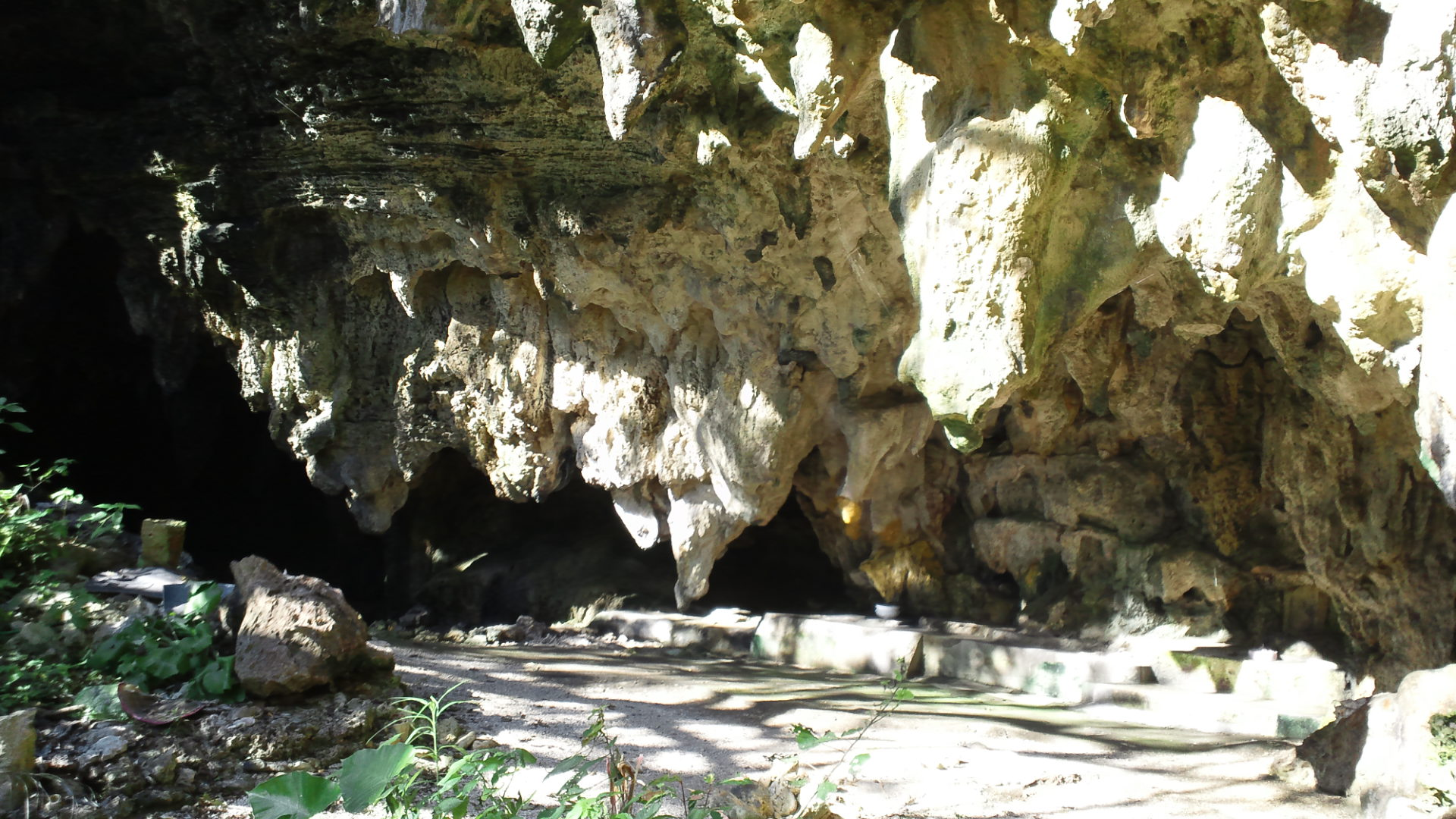
Janeh-Höhle